# مالابیمبا – بدکاره بدخواه
مالابیمبا – بدکاره بدخواه (انگلیسی: Malabimba – The Malicious Whore) یک فیلم ترسناک در سبک سودجویی جنسی به کارگردانی آندرئا بیانکی است که در سال ۱۹۷۹ میلادی منتشر شد.

## بازیگران
- کاتل لائنک
- پاتریتسیا وبلی
- اِنتسو فیزیکلا
- الیسا مایناردی
- ماری‌آنجلا جوردانو
- جوزپه ماروکو